# Mönkeberg
Mönkeberg ist eine Gemeinde im Kreis Plön in Schleswig-Holstein an der Kieler Förde.

## Geographie
Mönkeberg liegt an der Kieler Förde und grenzt unmittelbar an die schleswig-holsteinische Landeshauptstadt Kiel. Nachbarorte sind Heikendorf, Schönkirchen und der Kieler Stadtteil Neumühlen-Dietrichsdorf.

## Geschichte

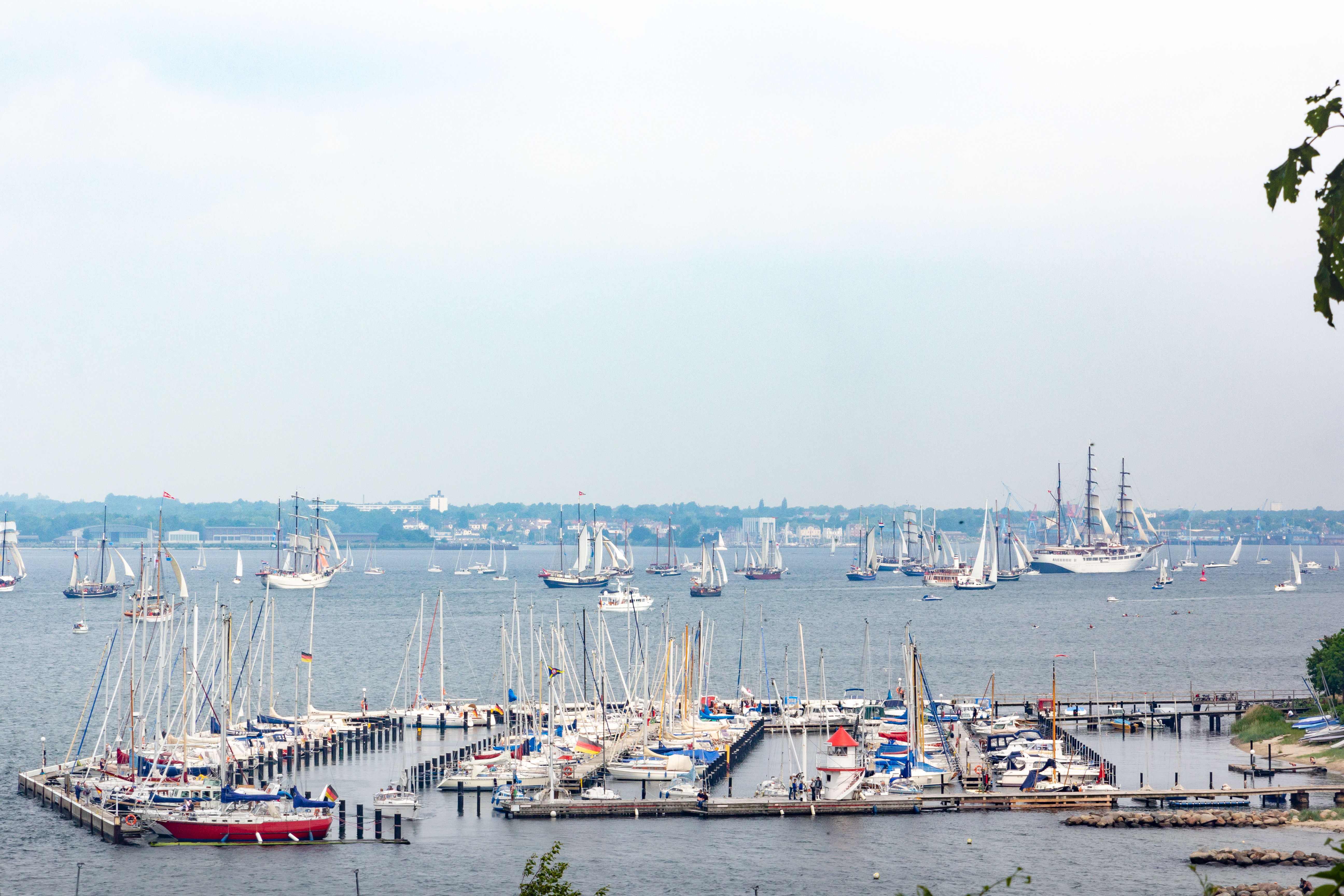
Sportboothafen der Wassersport-Vereinigung Mönkeberg

Mönkeberg wird im 13. Jahrhundert erstmals erwähnt. Bis zum Ende des 19. Jahrhunderts blieb es ein Bauerndorf mit weniger als 200 Einwohnern. Dann erfolgte ein Zuzug von Arbeitern und Angestellten der sich entwickelnden Kieler Werftindustrie sowie von Angehörigen der Marine des Reichskriegshafens Kiel. 1908 entstand eine feste Straße nach Kiel und um 1914 erfolgte der Anschluss an das Stromnetz.
In den 1930er Jahren wurden in Mönkeberg unterirdische Öltanks zum Auftanken der Kriegsschiffe angelegt, was die Gegend im Zweiten Weltkrieg zu einem der Hauptziele der alliierten Luftangriffe machte. Ungefähr 95 Prozent aller Gebäude waren zum Kriegsende zerstört. Nach dem Wiederaufbau verstärkte sich der Vor- und Wohnortcharakter des Ortes.

## Politik

### Gemeindevertretung
- CDU: 5
- Grüne: 3
- SPD: 4
- UWG: 5

Die Gemeindevertretung ist die kommunale Volksvertretung der Gemeinde Mönkeberg. Über die Zusammensetzung entscheiden die Bürger alle fünf Jahre. Die letzte Kommunalwahl fand am 14. Mai 2023 statt. Diese führte bei einer Wahlbeteiligung von 60,4 % zu nebenstehender Zusammensetzung der Gemeindevertretung.

### Wappen
Blasonierung: „In Blau eine wachsende Signalbake, bestehend aus einem turmförmigen silbernen Stahlgerüst, das oben mit einer Galerie abschließt, und darüber einem roten Topp-Zeichen in Form eines auf die Spitze gestellten Dreiecks.“

### Gemeindepartnerschaften
Mönkeberg unterhält eine Partnerschaft mit der Gemeinde Holzheim in Rheinland-Pfalz.

## Sport
Es gibt in Mönkeberg den Sportverein SV Mönkeberg von 1910 e. V. mit den Sparten Judo, Trimm Dich (Herren ab 50 Jahren), Bogenschießen, Fußball (Herren ab 32 Jahren), Turnen, Tennis und Handball. Der Verein wurde unter dem Namen Faustballclub Jung Mönkeberg gegründet und war vor 1933 Mitglied des Arbeiter-Turn- und Sportbundes.
Die Handballspielgemeinschaft Mönkeberg-Schönkirchen ist eine Handballspielgemeinschaft aus den Gemeinden Mönkeberg und Schönkirchen, deren erste Damenmannschaft in der Saison 2020/21 in der 3. Liga antritt.
Des Weiteren gibt es einen Sportboothafen der Wassersport-Vereinigung Mönkeberg. Dieser wurde durch den Verein größtenteils in Eigenarbeit errichtet. Der Verein wurde 1968 gegründet und hat seither eine Jugendabteilung, der insgesamt 35 Boote zur Verfügung stehen, darunter verschiedene Jollen, Optimisten, RS Tera, Splash, 420er, eine Flash und einen Laser), Kielboote (mehrere Ynglinge sowie ein Albin Express und mehrere Schlauchboote.

## Kirche

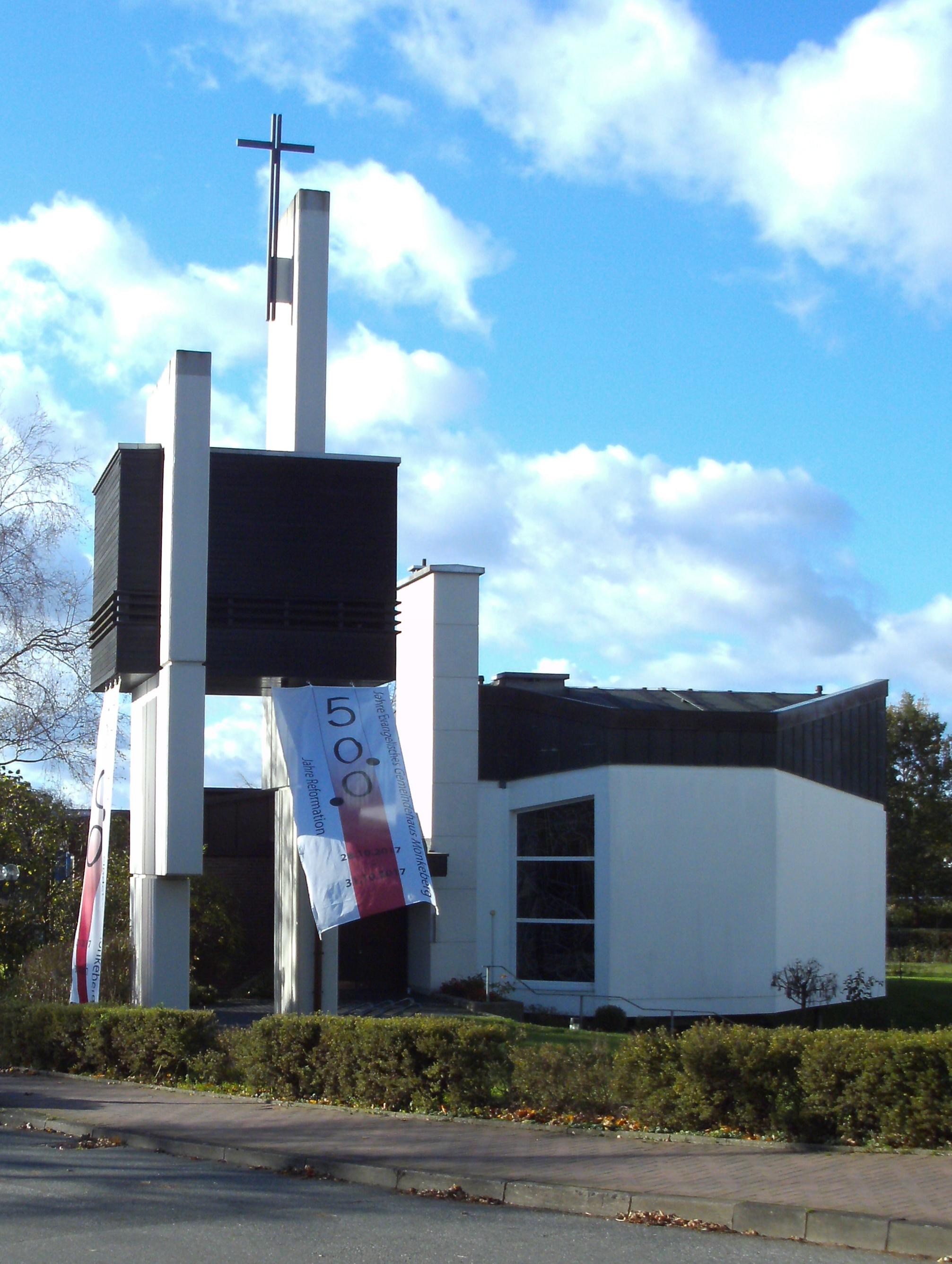
Das evangelische Gemeindehaus (2017)

Das Gemeindehaus wurde am 22. Oktober 1967 eingeweiht. Es gehört zur evangelisch-lutherischen Kirchengemeinde Schönkirchen und bietet rund 120 Besuchern Platz für den Gottesdienst. Es finden dort auch Proben der Kantorei, des Kinder- und Jugendchores Mönkimöwen und Konfirmandenunterricht statt. Und es treffen sich dort eine Eltern-Kind-Gruppe, Senioren zum Kaffee und die Naturgruppe des Kindergartens.

## Sonstiges
Wahrzeichen des Ortes ist eine große Bake, die, zuerst aus Holz, dann aus Stahl von den 1880er bis zu den 1980er Jahren die Hauptbake eines ganzen Ensembles von Baken im Gemeindegebiet von Mönkeberg war. Dieses konnte von vorbeikommenden Schiffen zur Kompensation der Magnetkompasse benutzt werden. Die Hauptbake wurde als Wahrzeichen stehengelassen und  stilisiert in das Gemeindewappen aufgenommen.
Die Gemeinde hat eine eigene Grundschule (Grundschule an der Bake) und eine Freiwillige Feuerwehr.
Während der Sommermonate wird Mönkeberg von den Fähren der Schlepp- und Fährgesellschaft Kiel auf der Strecke zwischen Kiel und Strande angefahren.
Von 1935 bis 1945 bestand eine militärische Eisenbahn von Dietrichsdorf zum Marine-Öllager Mönkeberg. Auf dieser Strecke verkehrte eine DWK-Lok vom Typ V 36 und eine Köf II. Heute ist von der Bahn noch die Trasse erkennbar.
In der Nachkriegszeit arbeitete für einige Wochen der untergetauchte NS-Euthanasie-Täter Werner Heyde für eine Mönkeberger Gärtnerei, bis dieser weiter nach Flensburg-Mürwik zog, wo er später enttarnt wurde.
1964 bestritt der Speedway-Fahrer Egon Müller (* 1948) sein erstes Rennen in Mönkeberg ohne Fahrerlaubnis.

## Persönlichkeiten
- Helene Blum-Gliewe, (1907–1992) Bühnenbildnerin und Architekturmalerin, wohnte seit 1947 in Mönkeberg
- Frank Dahmke (* 1963), Handballer, ist in Mönkeberg aufgewachsen
- Rune Dahmke (* 1993), Handballer, ist in  Mönkeberg aufgewachsen.
- Konrad Fischer, Gründer der Maritimen Union Deutschland, lebte eine Zeit lang in Mönkenberg
- Karl Meitmann (1891–1971), Politiker (SPD), lebte in Mönkeberg
- Christa Siebenrok (1926–1987), Objektkünstlerin